# Antonio González de Arce
Antonio González de Arce Paredes y Ulloa (Madrid, 1718 - Madrid, 23 de febrero de 1798), marino español, VI capitán general de la Real Armada española.

## Biografía
Sentó plaza de guardiamarina en Cádiz el 13 de octubre de 1735. Realizó sus primeras experiencias marítimas mavegando por los mares de Europa y América. Participó en la expedición que salió de La Habana en 1742 contra los ingleses, y en la batalla de La Habana librada el 12 de octubre de 1748, donde la escuadra del general Andrés Reggio se enfrentó contra la británica del almirante Charles Knowles.
Mandando el bergantín San Macario, fue hecho prisionero después de heroica resistencia sobre las islas Azores. Siendo ya capitán de navío en 1766, mandó el navío Septentrión, en el Pacífico, con apostadero en el Callao en servicio de protección del comercio. Nombrado jefe de escuadra, estuvo subordinado a la del general Pedro González de Castejón en la expedición contra Argel de 1775.
En 1776 es nombrado inspector de Marina en Madrid. Tres años más tarde, en 1779 asciende a teniente general y se pone al frente de una escuadra de ocho navíos y bajo las órdenes del general Luis de Córdova, que estaba combinada con la del conde D’Orvilliers, en una campaña sobre el canal de la Mancha.
Al regreso fue nombrado capitán general del departamento de Ferrol; después de doce años en dicho destino, durante los cuales realizó grandes mejoras en el arsenal, el 3 de enero de 1796 fue ascendido a capitán general de la Armada y nombrado al mismo tiempo inspector general. Fue el primero que desempeñó este cargo en Madrid, pues antes se regentaba desde Cádiz.
Falleció en su puesto el 23 de febrero de 1798.